# CBS Drama
CBS Drama je placená seriálová televizní stanice provozovaná společností CBS AMC Networks EMEA Channels Partnership. Vysílání bylo zahájeno 16. listopadu 2009, na český trh stanice vstoupila v roce 2012. CBS Drama je dostupná ve dvou samostatných verzích pro Velkou Británii a oblast Evropy a Středního Východu (EMEA). Samostatné verze pro polský trh a Afriku byly ukončeny v druhé polovině roku 2016. Programová náplň kanálu čerpá z bohaté knihovny společnosti CBS.

## Historie

### Zahájení vysílání ve Velké Británii (2009 - 2011)
Nizozemská společnost Chellomedia oznámila v polovině září 2009 založení společného podniku s americkou společností CBS Studios International, jejímž výsledkem byla CBS Chellozone UK Channels Partnership. Společně se podíleli na přetvoření současných kanálů značky Chello Zone na známější CBS, americkou značku, jež se poprvé objevila za hranicemi Spojených států amerických. CBS dispononuje největší knihovnou na světě, která čítá přes 70 tisíc hodin filmového materiálu.
Dne 16. listopadu 2009 CBS Chellozone UK Channels Partnership provedla rebranding telenovelové stanice Zone Romantica na CBS Drama. Změna proběhla pouze na území Spojeného království. V ostatních zemích Evropy i nadále pokračovaly kanály pod značkou Zone. Kanál byl divákům na satelitních platformách Sky Digital, Freesat a v kabelové síti Virgin Media, zahrnující celkem 13 milionů domácností, k dispozici bezplatně.
Britská média informovala v prosinci 2010 o plánu na spuštění kanálu CBS Drama ve vysokém rozlišení.

### Start na dalších trzích (2012 - 2013)
Společnost Chellozone ve středu 1. srpna 2012 oznámila přeměnu vlastních kanálů i mimo území Velké Británie. Se společností CBS Studios International podepsala novou smlouvu, ve které se dohodli na 30% podílů pro CBS za poskytnutí světově uznávané značky, která byla vyhlášená firmou Harris Poll jako Značkou roku mezi televizními stanicemi, vycházející z průzkumu veřejného mínění ve Spojených státech amerických.
Po rebrandingu stanice Zone Romantica na CBS Drama zaznamenal provozovatel ve Velké Británii nárůst sledovanosti o více než 130%, proto se rozhodl v přeměně stanice pokračovat i na dalších trzích, s výjimkou Rumunska a Maďarska, kde došlo k nahrazení kanálu zcela jinými televizními stanicemi. V souvislosti s tím došlo ke změně distribučního satelitu, kdy provozovatel přešel z dosavadní družice Astra 4A na americkou družici Telstar 12. Na původní družici zůstala pouze polská verze kanálu Zone Romantica. Pro potlačení pirátského příjmu stanice byla provedena výměna přístupových karet.
V pondělí 3. prosince 2012 bylo ukončeno vysílání stanice Zone Romantica a její vysílání nahrazeno novou stanicí CBS Drama. Ve stejný den byla spuštěna i lokalizace stanice do češtiny, ruštiny a polštiny. Polská verze byla od prvního dne zařazena do nabídky polské satelitní platformy Cyfrowy Polsat, kde nahradila stávající kanál Club TV od stejného provozovatele Chellozone.
Od 4. února 2013 vysílá stanice s novým grafickým vizuálem vytvořeným britskou společností Studio Hansa. Na britské verzi kanálu byla nová grafika zavedena až na jaře. Styl CBS Drama byl inspirován spletitostí vztahů vetkaných do dramatických situací a dějových linií seriálových příběhů.
V roce 2013 byl kanál zařazen do nabídky slovenského kabelového operátora UPC Broadband Slovakia, IPTV platformy FiberTV, polské satelitní platformy NC+ (nabídky Universe+) a českého IPTV operátora O2TV.
Ve stejném roce byla spuštěna samostatná verze kanálu CBS Drama pro africký kontinent, která byla od 12. listopadu 2013 zařazena do nabídky Premium, Compact a Family jihoafrické placené satelitní televize DStv od společnosti MultiChoice na pozici 134. Také došlo k přidání polské verze kanálu do nabídky IPTV operátora Orange TV, kde byl dostupný na kanálu 67.

### Změna vlastníka (2014 - 2015)
Holandská společnost Liberty Global v únoru 2014 dokončila prodej aktiv společnosti Chellomedia, kterou za 750 milionů euro odkoupila americká společnost AMC Networks. Společnost Liberty Global si ponechala pouze holandské verze kanálů Sport 1 a Film 1. K přejmenování společnosti Chellomedia na AMC Networks International došlo 8. července 2014. V souvislosti s touto změnou došlo také k úpravě názvu provozovatele kanálu na CBS AMC Networks EMEA Channels Partnership.
V roce 2014 došlo k zařazení kanálu do nabídek polské kabelové televize East & West z Poznaně (pozice 152), ruské kabelové televize Akado Telekom a britského IPTV operátora TalkTalk TV.
V roce 2015 došlo k pár změnám v distribuci programů. Na satelitu Telstar 12 byla začátkem roku spuštěna nová distribuční platforma DMC, do které byla zahrnuta také evropská verze kanálu CBS Drama mimo jiné s českou lokalizací. Kvůli přechodu nekódované britské verze kanálu CBS Drama z družice Eutelsat 28A na novou Astru 2F, přestala být pro Evropany snadno přijímatelná, neboť vyzařovaný diagram pokrýval především území Spojeného království. Příjem ve zbytku Evropy byl možný jen s parabolami velkých rozměrů.
Slovenská společnost Slovak Telecom spustila v říjnu 2015 distribuci kanálu CBS Drama ve formátu MPEG-4 jako náhradu za končící distribuci v platformě Digi TV. Od 2. listopadu 2015 přešel kanál na novou kompresi MPEG-4 také v ruské platformě NTV+.
V Rusku od začátku roku 2016 vstoupil v platnost zákon zakazující držení většího, než 20% zahraničního kapitálu. Z toho důvodu a zároveň kvůli snaze svou činnost diverzifikovat, přenechal od 18. prosince 2015 distribuci svého kanálu na tomto území společnosti Universal Distribution.
Začátkem roku 2016 zahájilo CBS Drama vysílání v širokoúhlém formátu 16 : 9.

### Konec CBS Drama v Africe, Polsku (2016)
Dne 10. října 2016 vyřadil jihoafrický operátor MultiChoice z nabídky satelitní placené televize DStv kanál CBS Drama kvůli množícím se stížnostem abonentů na velké množství reprízovaných pořadů. Tímto dnem přestal být kanál nabízen na území afrického kontinentu, což vedlo provozovatele na konci měsíce k ukončení vysílání samostatné africké verze CBS Drama.
Po důkladné analýze se provozovatel stanice rozhodl opustit 31. prosince 2016 také polský trh. Ostatních kanálů skupiny AMC Networks International - Central Europe na polském trhu se změna nedotkla.

## Mezinárodní verze

### Aktuální
- CBS Drama (Evropa a Střední Východ)
- CBS Drama (Spojené království)

### Ukončené
- CBS Drama (Afrika)
- CBS Drama (Polsko)

## Dostupnost

### Satelitní vysílání

#### CBS Drama (Evropa a Střední Východ)
| Družice                   | Frekvence (GHz) | SR, FEC    | Platforma       | Kódování                                 | Vysílací čas (SEČ) | Poznámka                                      |
| ------------------------- | --------------- | ---------- | --------------- | ---------------------------------------- | ------------------ | --------------------------------------------- |
| Express AT1 (56°E)        | 12.245/R        | 27500, 5/6 | NTV Plus Vostok | Viaccess 5.0                             | 24 hodin           | Dostupný v ruštině a angličtině               |
| Eutelsat 36B (35.9°E)     | 12.092/R        | 27500, 3/4 | NTV Plus        | Viaccess 4.0, Viaccess 5.0, Viaccess 6.0 | 24 hodin           | Dostupný v ruštině                            |
| Eutelsat 16A (16°E)       | 10.972/V        | 27500, 3/5 | Total TV        | Conax, Videoguard                        | 24 hodin           | Dostupný v angličtině                         |
| Intelsat 10-02 (1°W)      | 12.723/V        | 26660, 2/3 | Digi TV         | Conax, Nagravision 3                     | 24 hodin           | Dostupný v češtině                            |
| Amos 2 (4°W)              | 10.890/V        | 27500, 5/6 | Yes             | Videoguard                               | 24 hodin           | Dostupný v angličtině a ruštině               |
| Telstar 12 Vantage (15°W) | 11.494/H        | 21600, 3/4 |                 | Cryptoworks, Irdeto 2                    | 24 hodin           | Dostupný v španělštině, ruštině a hebrejštině |

#### CBS Drama (Spojené království)
| Družice           | Frekvence (GHz) | SR, FEC    | Platforma | Kódování | Vysílací čas (SEČ) | Poznámka              |
| ----------------- | --------------- | ---------- | --------- | -------- | ------------------ | --------------------- |
| Astra 2F (28.2°E) | 11.344/V        | 27500, 5/6 |           | žádné    | 24 hodin           | Dostupný v angličtině |

### Kabelová televize
Níže je uveden seznam kabelových sítí, ve kterých je nabízen program CBS Drama.

#### Česko
- Nej.cz
- UPC Česká republika